# Landratsbezirk Schlitz
Der Landratsbezirk Schlitz war ein Landratsbezirk in der Provinz Oberhessen des Großherzogtums Hessen. Er bestand von 1821 bis 1838.

## Geschichte

### Voraussetzungen
Mit der Rheinbundakte von 1806 fiel die staatliche Hoheit über die Grafschaft Schlitz dem Großherzogtum Hessen zu. Dieses gliederte das Gebiet in das Fürstentum Oberhessen (ab 1816: „Provinz Oberhessen“) ein. Aus der Grafschaft Schlitz wurde das Amt Schlitz gebildet. Das alles geschah aber mit der Einschränkung, dass Graf Carl Heinrich von Schlitz genannt von Görtz dort weiter hoheitliche Rechte in Verwaltung und Rechtsprechung ausübte. 

### Einrichtung
Ab 1820 kam es im Großherzogtum Hessen zu Verwaltungsreformen: Auf unterer Ebene, in den Ämtern, wurden Rechtsprechung und Verwaltung getrennt, die Ämter aufgelöst. Für die bisher durch die Ämter wahrgenommenen Verwaltungsaufgaben wurden Landratsbezirke geschaffen, für die erstinstanzliche Rechtsprechung Landgerichte. Die Lösung für das Amt Schlitz war dann recht einfach: Die Verwaltungsaufgaben, die vorher das Amt wahrgenommen hatte, wurden dem neu gebildeten Landratsbezirk Schlitz, die Aufgaben der Rechtsprechung dem neu installierten Landgericht Schlitz übertragen. Die örtliche Zuständigkeit war jeweils deckungsgleich mit der des aufgelösten Amtes.

### Weitere Entwicklung
In der Reform von 1832 legte der Staat Landratsbezirke zu Kreisen zusammen. Wegen der umfangreichen Rechte der Grafen im Landratsbezirk Schlitz war das hier nicht ohne weiteres möglich. So blieb der Landratsbezirk Schlitz zunächst erhalten.
Jahre später aber konnten der Staat und der Graf sich auf die „Verstaatlichung“ der Verwaltung einigen: Zum 1. Juni 1838 verzichtete Graf Friedrich Wilhelm von Schlitz genannt von Görtz, zeitlebens kein regierender Graf, sondern hessischer Standesherr, auf die ihm zustehende Verwaltungs- und Gerichtshoheit in der Grafschaft bis auf wenige Ausnahmen im Bereich von Forst und Jagd in den eigenen Waldungen.

### Ende
Der Staat nun die Hoheitsrecht im Landratsbezirk Schlitz vollständig in seiner Hand, löste in der Folge den Landratsbezirk Schlitz zum 1. Februar 1839 auf und ordnete dessen Gemeinden dem Kreis Alsfeld zu.

## Gliederung
Der Landratsbezirk Schlitz bestand aus den Orten
- Bernshausen (Schlitz),
- Frau-Rombach,
- Hartershausen,
- Hemmen,
- Hutzdorf,
- Nieder-Stoll,
- Ober-Wegfurth,
- Pfordt,
- Queck,
- Rimbach,
- Sandlofs,
- Schlitz,
- Ollershausen,
- Ützhausen,
- Unter-Schwarz,
- Unter-Wegfurth und
- Willofs.